# Браш-Прері (Вашингтон)
Браш-Прері (англ. Brush Prairie) — переписна місцевість (CDP) в США, в окрузі Кларк штату Вашингтон. Населення — 2749 осіб (2020).

## Географія
Браш-Прері розташований за координатами 45°43′32″ пн. ш. 122°32′52″ зх. д. / 45.72556° пн. ш. 122.54778° зх. д. (45.725612, -122.547727).  За даними Бюро перепису населення США в 2010 році переписна місцевість мала площу 20,35 км², уся площа — суходіл.

## Демографія
Згідно з переписом 2010 року, у переписній місцевості мешкали 2652 особи в 924 домогосподарствах у складі 720 родин. Густота населення становила 130 осіб/км².  Було 964 помешкання (47/км²).
Расовий склад населення:
| - 94,8 % — білих - 1,1 % — азіатів - 0,7 % — корінних американців - 0,6 % — чорних або афроамериканців - 0,4 % — вихідців з тихоокеанських островів |

До двох чи більше рас належало 1,6 %. Частка іспаномовних становила 3,6 % від усіх жителів.
За віковим діапазоном населення розподілялося таким чином: 25,2 % — особи молодші 18 років, 59,3 % — особи у віці 18—64 років, 15,5 % — особи у віці 65 років та старші. Медіана віку мешканця становила 42,7 року. На 100 осіб жіночої статі у переписній місцевості припадало 96,6 чоловіків;  на 100 жінок у віці від 18 років та старших — 99,1 чоловіків також старших 18 років.
Середній дохід на одне домашнє господарство  становив 72 725 доларів США (медіана — 59 625), а середній дохід на одну сім'ю — 79 486 доларів (медіана — 70 175). Медіана доходів становила 49 375 доларів для чоловіків та 32 069 доларів для жінок. За межею бідності перебувало 6,0 % осіб, у тому числі 2,0 % дітей у віці до 18 років та 4,7 % осіб у віці 65 років та старших.
Цивільне працевлаштоване населення становило 1202 особи. Основні галузі зайнятості: транспорт — 13,2 %, роздрібна торгівля — 13,2 %, виробництво — 12,8 %.